# Casa de Portocarrero
La casa de Portocarrero fue una casa nobiliaria española originaria de la Corona de Castilla. Afincada en Andalucía tras la reconquista, reunió los señoríos de Moguer y Villanueva del Fresno en la persona de Martín Fernández Portocarrero (II señor de Moguer y I señor de Villanueva del Fresno). Desde este momento quedarían ligados en mayorazgo  para siempre, el señorío de Moguer y el señorío y futuro marquesado de Villanueva del Fresno, a la casa de Portocarrero.
Los Portocarrero poseyeron el rango de “ricos-hombres” y “grande” del círculo de la alta nobleza andaluza, estando ligados a la Corte por el desempeño de sus funciones. Fue en 1520 cuando Carlos V concedió el título de grande de España a Juan Portocarrero (IX Señor de Moguer), por los servicios prestados a la corona.

## Historia

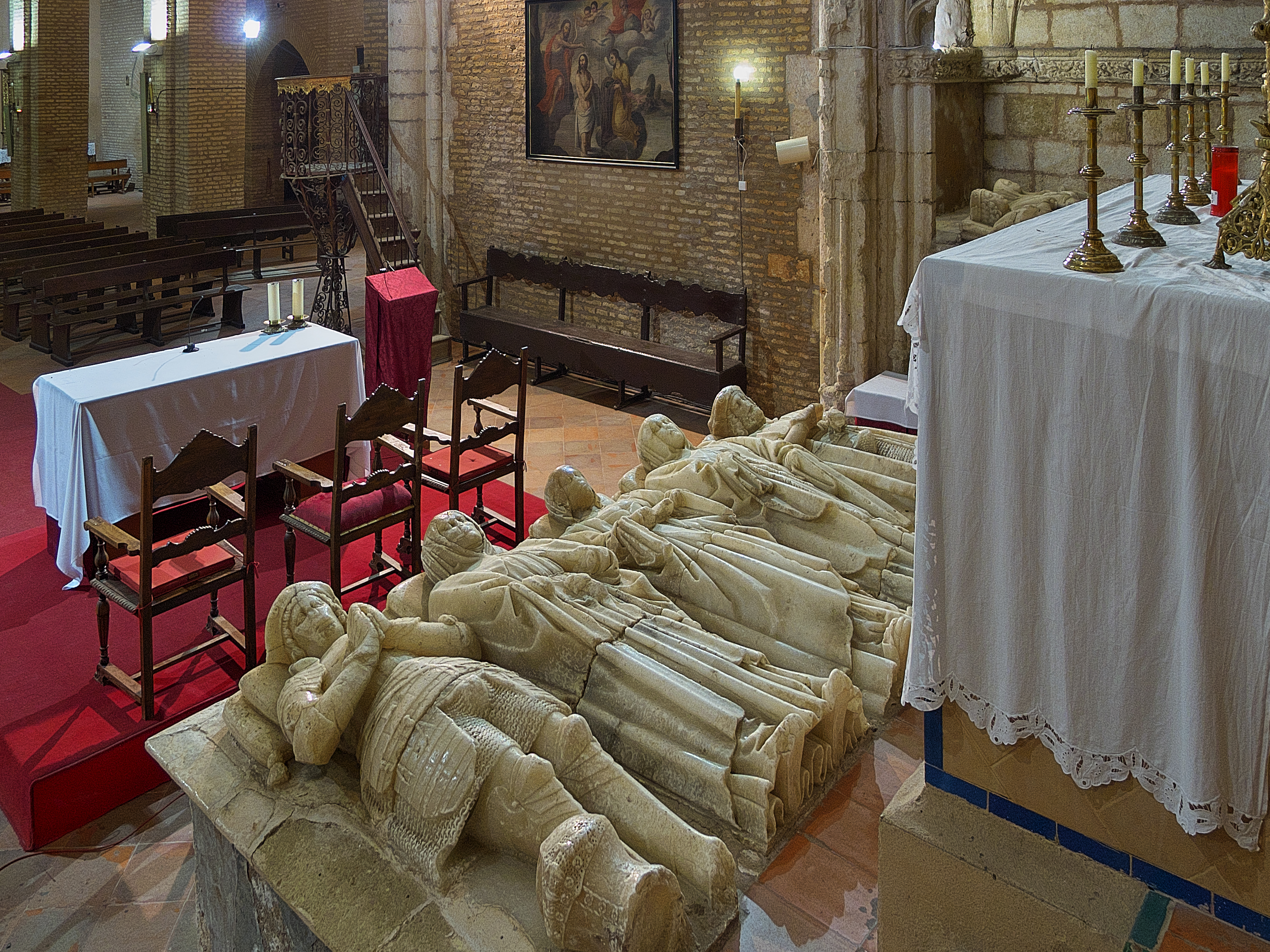
Túmulo sepulcro de los primeros Portocarrero (Monasterio de Santa Clara). La escultura de la izquierda es el III Señor, Alonso Fernández Portocarrero.

El linaje de los Portocarrero es de ascendencia gallega. Su mismo nombre deriva del antiguo lugar de su asentamiento en las actuales provincias de Lugo o La Coruña. Posteriormente entroncó por matrimonio con una familia portuguesa. Todo el patrimonio de la Casa quedó englobado en el Reino de Portugal. A mediados del siglo XIII emigraron ciertos miembros del linaje a Castilla. Entre ellos se encontraba un tal Martín Fernández Portocarrero, que aparece como paje de cámara del rey Sancho IV, sirviendo posteriormente a Fernando IV. Sabemos que tuvo dos hijos: Fernán Pérez Portocarrero y Martín Fernández Portocarrero. Este último fue quien casó con María Tenorio, hija del Almirante Alonso Jofre Tenorio, estableciendo un largo linaje ligado a los señoríos de Moguer y Villanueva del Fresno. El obispo de Burgos  Francisco de Mendoza y Bovadilla, en su Tizón de la nobleza de España (1560), afirma terminantemente que este antiguo linaje desciende de judíos y musulmanes conversos.

## Señores de Moguer
| N.º | Personas                                                   | Fecha               | Orden                                              |
| --- | ---------------------------------------------------------- | ------------------- | -------------------------------------------------- |
| 1   | Alonso Jofre Tenorio                                       | 1333-1340           | I señor de Moguer                                  |
| 2   | María Tenorio                                              | 1356-?              | II señora de Moguer                                |
| 3   | Alonso Fernández Portocarrero                              | 1362-1384           | III señor de Moguer                                |
| 4   | Martín Fernández Portocarrero                              | 1384-1418           | IV señor de Moguer                                 |
| 5   | Pedro Fernández Portocarrero                               | 1418-1429           | V señor de Moguer                                  |
| 6   | Juana Portocarrero Francisca Portocarrero                  | 1429-1430 1429-1436 | VI señora de Moguer VI señora de Moguer (bis)      |
| 7   | María Portocarrero Luis Bocanegra                          | 1444-1471 1436-1442 | VII señora de Moguer VII señor de Moguer (bis)     |
| 8   | Pedro Portocarrero Martín Fernández Portocarrero           | 1471-1519 1442-1444 | VIII señor de Moguer VIII señor de Moguer (bis)    |
| 9   | Juan Portocarrero                                          | 1519-1544           | IX señor de Moguer                                 |
| 10  | Pedro Portocarrero                                         | 1544-1557           | X señor de Moguer                                  |
| 11  | Alonso Portocarrero                                        | 1557-1560           | XI señor de Moguer                                 |
| 12  | Juan Portocarrero                                          | 1560-?              | XII señor de Moguer                                |
| 13  | Alonso Portocarrero                                        | ¿-1622              | XIII señor de Moguer                               |
| 14  | Francisca Luisa Portocarrero                               | 1622-1639           | XIV señora de Moguer                               |
| 15  | Juan Gaspar Domingo Portocarrero                           | 1639-1640           | XV señor de Moguer                                 |
| 16  | Francisco Portocarrero                                     | 1640-?              | XVI señor de Moguer                                |
| 17  | Alonso Portocarrero                                        | ¿-?                 | XVII señor de Moguer                               |
| 18  | Pedro Fernández Portocarrero                               | ¿-1703              | XVIII señor de Moguer                              |
| 19  | Diego Antonio-López Barradas                               | 1718-1727           | XIX señor de Moguer                                |
| 20  | Antonio-López Barradas Portocarrero                        | 1727-1729           | XX señor de Moguer                                 |
| 21  | Cristóbal Gregorio Portocarrero                            | 1729-1763           | XXI señor de Moguer                                |
| 22  | Cristóbal Pedro Portocarrero                               | ¿-1757              | XXII señor de Moguer                               |
| 23  | María Francisca de Sales Portocarrero Felipe López Pacheco | 1763-1808 1765-1798 | XXIII señora de Moguer XXIII señor de Moguer (bis) |
| 24  | Eugenio Portocarrero y Palafox Diego Fernández de Velasco  | 1808-1834 1798-1811 | XXIV señor de Moguer XXIV señor de Moguer (bis)    |
| 25  | Cipriano Palafox y Portocarrero                            | 1834-1839           | XXV señor de Moguer                                |
| 26  | María Francisca de Sales Portocarrero                      | 1839-1881           | XXVI señora de Moguer                              |
| 27  | Carlos María Fitz-James Stuart y Palafox                   | 1881-1901           | XXVII señor de Moguer                              |

Los miembros del mayorazgo fueron:

### Martín Fernández Portocarrero (II señor de Moguer)
Martín Fernández Portocarrero, II señor de Moguer de la Casa de Portocarrero y I señor de Villanueva del Fresno, vivió aproximadamente entre 1326 y 1370 en que los documentos designan a su hijo Alonso Fernández Portocarrero, señor de Moguer. Las fuentes ofrecen gran cantidad de datos sobre su vida. Fue educado desde pequeño por el rey. Culminó su formación con el ingreso en la Orden de Caballería en 1332. Aparece fuera del grupo de los “ricos hombres”, como miembro de la nobleza de segunda fila, dentro de los caballeros que aspiraban a aumentar sus ingresos por su actividad en servicio del monarca.
Por ello, llegó a ser mayordomo mayor del infante don Pedro. Aconsejó al rey Alfonso XI tratar bien a los caballeros de Valladolid contra el conde Álvaro Núñez, noble en rebeldía. En 1334 fue mayoral de las tropas castellanas, expedicionarias a Navarra. Posteriormente, como representante del monarca, concertó un tratado de paz con Navarra y también ejerció el cargo de adelantado mayor de Castilla.
En 1338 defendió la plaza de Tarifa como alcaide contra Abomelique, hijo del sultán de Fez. Por último, aparece en el cerco de Carcabuey (Córdoba) llevando el pendón, y en compañía del infante don Tello, del que fue también mayordomo en 1342. El cargo de mayordomo tenía atribuciones de carácter administrativo. Su misión era llevar el cuidado de la administración y los servicios dependientes de la misma. No obstante, con el tiempo, en la Baja Edad Media, el mayordomo empezó a ejercer otras funciones juntamente de carácter doméstico y privado. Como es natural, este cometido se dejaba a personas de confianza que mostraran cualidades suficientes para velar por la seguridad de su protegido.
Por ciertos servicios reseñados, Alfonso XI le concedió la aldea de Villanueva del Fresno en 1332. En fecha desconocida se casó con María Tenorio, II señora de Moguer, hija del almirante Alonso Jofre Tenorio y Elvira Álvarez. De esta unión nació sólo un hijo, Alonso Fernández Portocarrero, que recogió en su persona los señoríos de Moguer y Villanueva del Fresno.

### Alonso Fernández Portocarrero (III señor de Moguer)

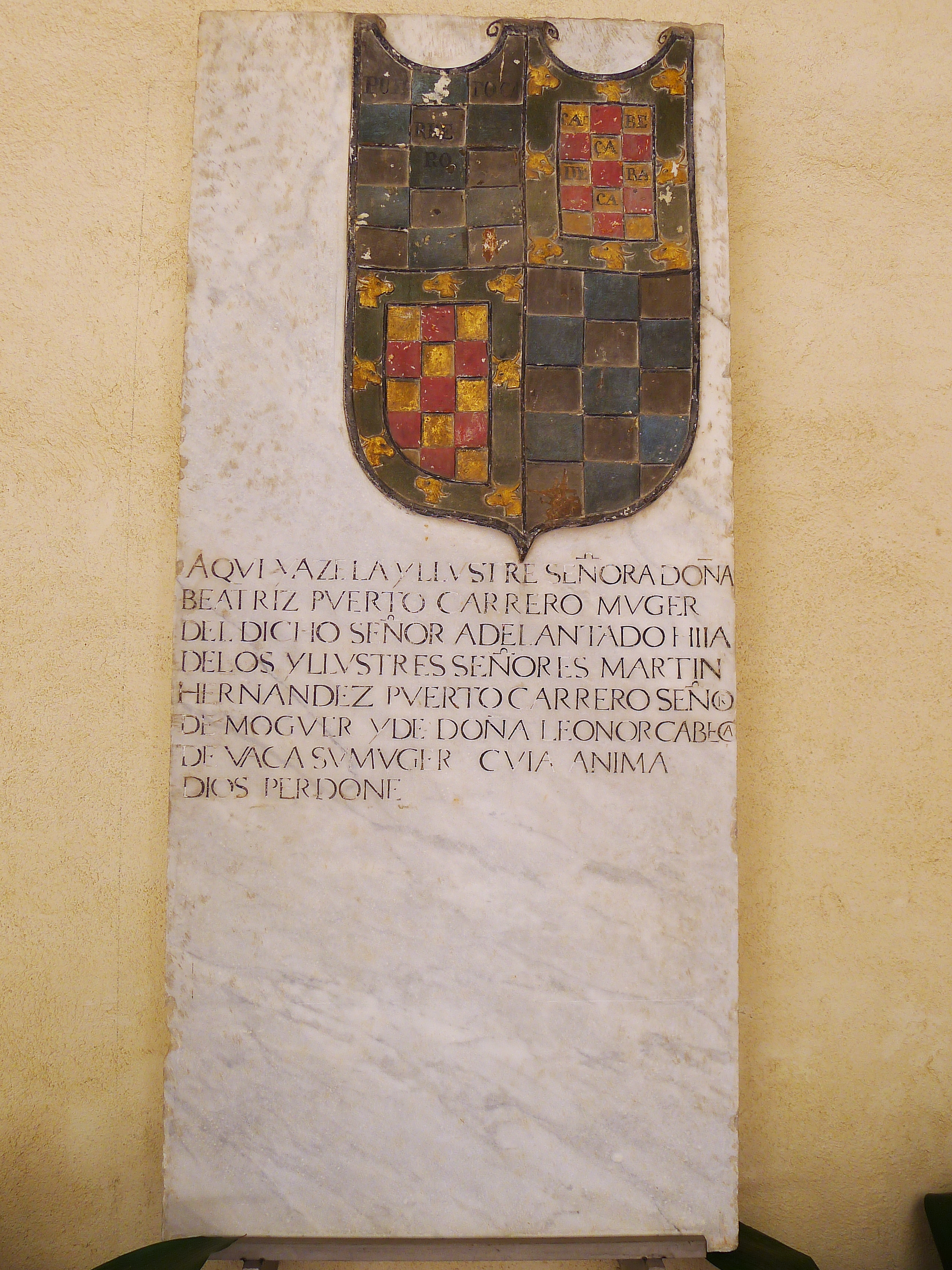
Lápida de Beatriz Portocarrero (hija del IV señor) (Monasterio de la Cartuja de Sevilla).

Con Alonso Fernández Portocarrero y Tenorio, III señor de Moguer y II señor de Villanueva del Fresno, quedó vinculado definitivamente el señorío de Moguer y de Villanueva del Fresno al linaje de los Portocarrero, afincados como vecinos de Sevilla. Fue coetáneo de tres reyes: Pedro I, Enrique II y Juan I. Durante el reinado del primero de los citados monarcas de la dinastía borgoñona, fue alcaide de Algeciras hasta la conquista de la plaza por el rey de Granada, Muhammed V, en 1369. Ostentó los señoríos entre 1356-1362. En 1384, muere en el cerco de Lisboa.
Contrajo nupcias dos veces, la primera con Francisca Sarmiento —una hija del adelantado mayor castellano Diego Pérez Sarmiento y de su esposa María Fernández de Velasco— y con quien tuvo dos hijos: el primogénito sucesor Martín Fernández Portocarrero, IV señor de Moguer, y el segundogénito homónimo Alonso Fernández II Portocarrero (n. ca.1380) que se casó con Elvira de Orozco para concebir otro homónimo Alonso Fernández III Portocarrero (n. ca.1400) que se enlazó con Leonor de Monroy y serían los padres de Rodrigo Portocarrero y Monroy (ca.1430-1464), I conde de Medellín desde 1456, además de Alonso, Elvira y María Leonor Portocarrero, siendo esta última la esposa de Diego González Messía, los bisabuelos de los hermanos conquistadores rioplatenses Alonso de Escobar y Sotomayor y Ñuflo de Chaves, y del consejero español Diego de Chaves.
El segundo matrimonio fue con Teresa de Benavides, hija de Men Rodríguez de Biedma, señor de Santisteban del Puerto, y de dicho enlace nacieron otros dos hijos: Luis Méndez Portocarrero y Día Sánchez Portocarrero.
Por múltiples servicios, en 1369 Enrique II distinguió su villa de Moguer con el título de Muy Leal, y en 1371 confirmó la donación del señorío de Villanueva del Fresno y concedió a Alonso Fernández Portocarrero la mitad de las tiendas de las alcaicerías de Sevilla. Los documentos también señalan que era señor de Espera (Cádiz) y Cebolla (Toledo). En 1375 donó en mayorazgo el señorío de Moguer a su hijo Martín Fernández Portocarrero. Mayorazgo que fue confirmado al año siguiente por el rey Enrique II.

### Martín Fernández Portocarrero (IV señor de Moguer)
Consta como  IV señor de Moguer y III señor de Villanueva del Fresno, desde 1386 por un documento en el que designa al escribano de Moguer, hasta 1418 en que realiza su testamento e instituye el mayorazgo de Villanueva del Fresno. Vivió durante los reinados de Juan I, Enrique III y Juan II. En 1387 consiguió otra confirmación del mayorazgo de Moguer. En 1394 fue corregidor de Jerez de la Frontera por orden de Enrique III para acabar con ciertas alteraciones que existían en la ciudad. En 1403 aparece como alcaide de Tarifa. En 1410 es citado por un manuscrito genealógico del siglo XVI entre los caballeros que tomaron parte en el cerco de Antequera. Por último entre 1414-1416 participó en las contiendas civiles y políticas de los bandos nobiliarios de Andalucía.
Casó con Leonor Cabeza de Vaca, hija del maestre de la Orden de Santiago, Pedro Fernández Cabeza de Vaca, en 1384. Del matrimonio nacieron cuatro hijos: Pedro Portocarrero, Francisca Portocarrero, Beatriz Portocarrero y Elvira Portocarrero.

### Pedro Fernández Portocarrero (V señor de Moguer)
Su vida coincidió con el reinado de Juan II, perteneciendo a su consejo. Fue V señor de Moguer y IV señor de Villanueva del Fresno aproximadamente desde 1418, año del testamento de su padre. Sirvió como leal auxiliar a los intereses de Álvaro de Luna. Después el linaje entroncó por casamiento con los Villena. Estos dos hechos permitieron a los Portocarrero, señores de Moguer, ocupar un rango elevado dentro de la jerarquía nobiliaria del siglo XV.

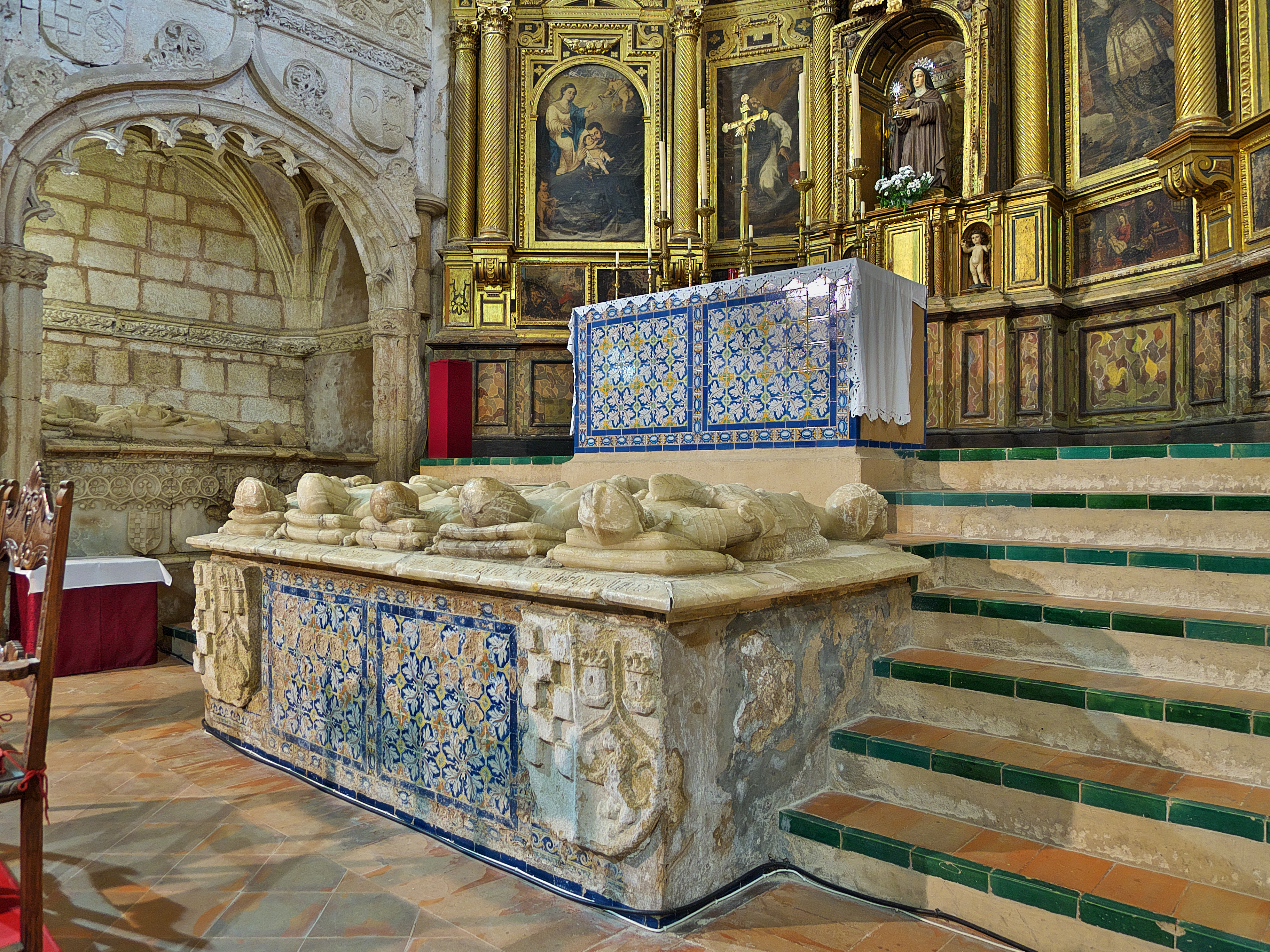
Túmulo sepulcro de los primeros Portocarrero (Monasterio de Santa Clara).

La explicación de este ascenso e inclusión entre los miembros de la primera nobleza radicó en el matrimonio de la hermana de Pedro Portocarrero, Elvira, con Álvaro de Luna en 1420. Este, aunque procedía de una familia poco poderosa en Castilla, gracias a sus facultades personales, acrecentó su poder por su influencia directa sobre el joven monarca Juan II. Este enlace no fue casual. Los Portocarrero constituían un linaje que no pertenecía a ningún bando nobiliario de la primera nobleza. De este modo evitaba don Álvaro la alianza con alguna bandería política. 
Por último, don Álvaro, en su política de acrecentar el poder regio, intentaba rodearse de miembros de la nobleza ligados a la Corte por sus antepasados, fieles al rey, que le sirvieran con toda lealtad. La crónica cita en 1429, cuando el rey Juan II fue declarado mayor de edad, al caballero Pedro Portocarrero, acompañando a don Álvaro y tropas contra los infantes de Aragón. En todas las ocasiones Pedro Portocarrero aparece como fiel colaborador de Álvaro de Luna, a quien estaba unido por lazos de parentesco. En 1420 formó parte de la escolta que acompañó al rey Juan II en su huida de la prisión de Talavera, donde estaba encarcelado por orden del infante don Enrique. Aunque su labor se redujo a servir personalmente a Álvaro, consiguió, por su participación en los hechos políticos de la época, relacionarse con las primeras familias del reino. La crónica de Álvaro de Luna le califica como noble y caballero. Testimonio de esta consideración es su matrimonio con Beatriz Enríquez, hija del almirante de Castilla, Alfonso Enríquez.
De dicha unión nacieron dos hijas: Juana y María. La repentina muerte de los padres originó que el señorío de Moguer conociera una alteración en la línea de su descendencia. Ambas niñas eran menores de edad. Por el testamento de Pedro Portocarrero se encargaba de su tutoría a Micer Egidio Bocanegra, señor de Palma del Río (Córdoba), casado con Francisca Portocarrero, hermana de aquel y a Pedro Fernández de Velasco, primo de Pedro Portocarrero. En 1432 el rey Juan II por una cédula relevó a ambos de la tutela de Juana y María Portocarrero, porque Micer Egidio había muerto, y a Pedro Fernández de Velasco estaba ocupado en "otras cosas complideras a mis servicios".
Pedro Portocarrero, en su testamento de 1429, estipulaba como heredera del mayorazgo antiguo, la villa de Moguer, "con sus términos e vasallos" a su hija mayor, Juana. A su segunda hija María le concedió el segundo mayorazgo de Villanueva del Fresno.

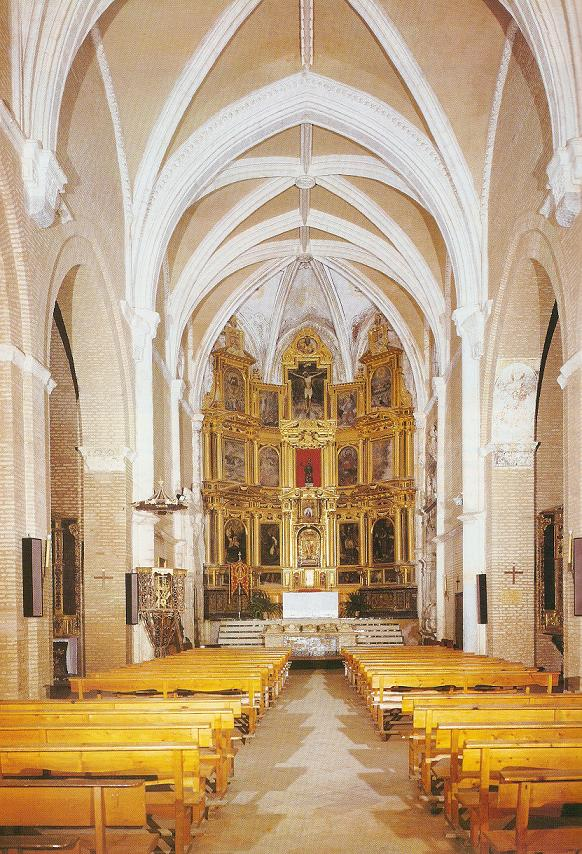
Sepulcros de los Señores de Moguer en la iglesia del Monasterio de Santa Clara).

### Juana Portocarrero (VI señora de Moguer)
Juana Portocarrero Enríquez, VI señora de Moguer, falleció poco tiempo después que su padre. Este hecho se desprende por un documento de 1430. El 24 de noviembre de ese año, Francisca Portocarrero, tía partena de Juana, tomó posesión de Moguer "por cuanto el dicho Pedro Portocarrero finara sin dejar hijos varones de legítimo matrimonio e sin dejar descendientes que fuesen varones". 
De esta forma se interrumpía la sucesión normal en el señorío de Moguer, ya que las cláusulas del mayorazgo establecían que en caso de no existir varones heredarían sus posesiones las hijas o nietas. Pero el caso fue que Francisca Portocarrero se apoderó del señorío cuando la legítima sucesora era su sobrina, María Potocarrero. Es más, el propio testamento de Pedro Portocarrero, establecía como herederas del mayorazgo a sus hijas y si estas morían, entonces, el señorío de Moguer pasaría a su hermana, Francisca Portocarrero.

### Francisca Portocarrero (VI señora de Moguer (bis))
Francisca Portocarrero ejerció como VI señora de Moguer desde 1430 hasta 1436 aproximadamente. En este año redactó su testamento en el que mandó que le sucediera en el estado de Moguer su hijo primogénito, Luis Bocanegra.

### Luis Bocanegra (VII señor de Moguer (bis))
Con Luis, VII señor de Moguer, se unieron los señoríos de Palma del Río, aportado por su padre, Micer Egidio, y Moguer, integrado por su madre a los que intentó anexionar sin éxito Villanueva del Fresno mediante su matrimonio con la joven María Portocarrero. En su poder estará, sin embargo, poco tiempo, ya que en 1442 realizó su testamento dejando como sucesor de todos sus bienes a su hermano, Martín Fernández Portocarrero, bajo la tutela de Pedro Fernández de Velasco, conde de Haro, tía de éstos y su primo, Juan de Guzmán, conde de Niebla.

### Martin Fernández Portocarrero (VIII señor de Moguer (bis))
Martín, VIII señor de Moguer, tan solo ostentaría el señorío dos años ya que en 1444 aparece ya como señora de Moguer su prima María Portocarrero.

### María Portocarrero (VII señora de Moguer)

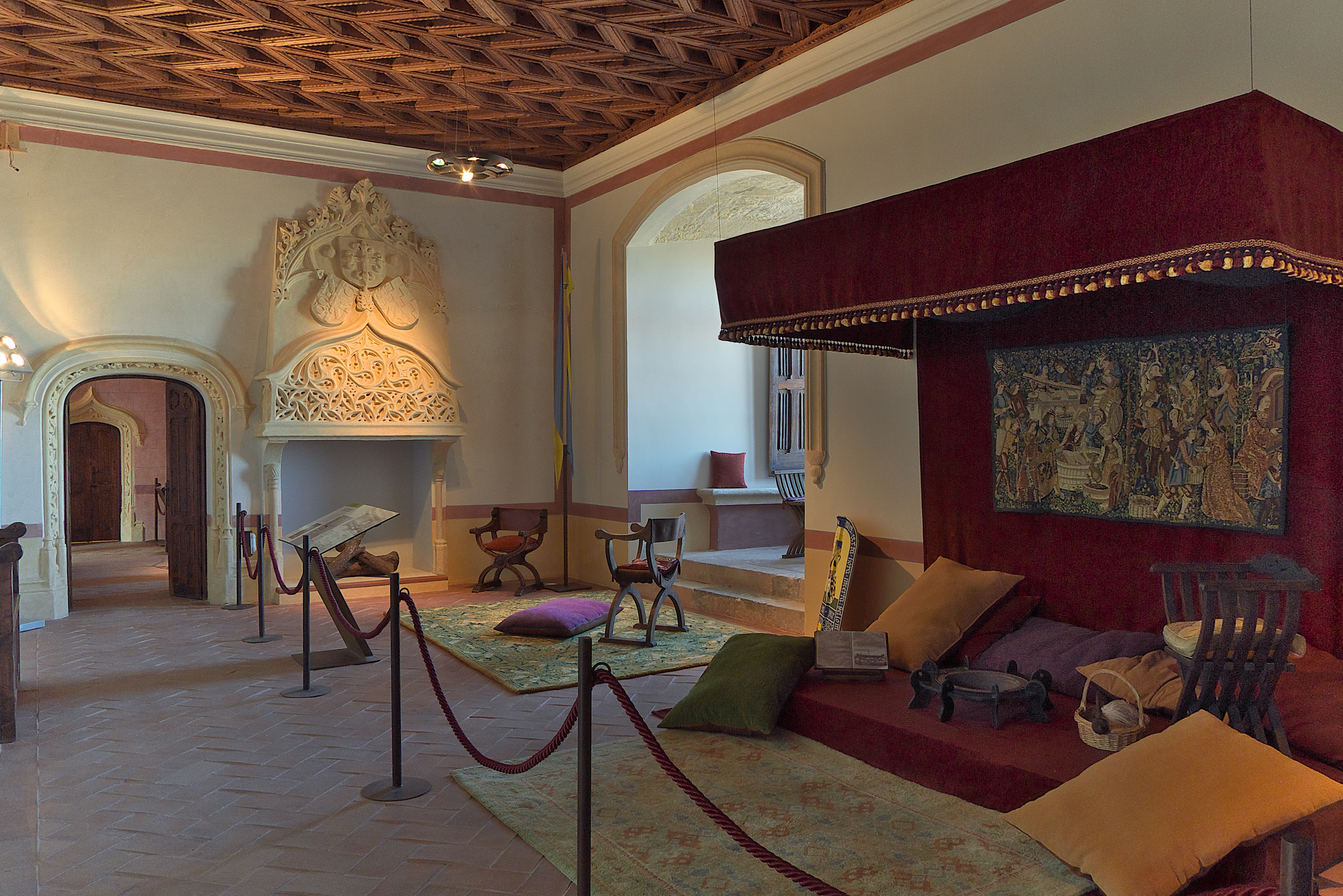
Sala de reuniones de María Portocarrero (Castillo de Belmonte).

María Portocarrero Enríquez, VII señora de Moguer y V señora de Villanueva del Fresno, no se contentó con la usurpación de dichos bienes y reclamó sus derechos sobre el señorío de Moguer. El resultado fue la devolución de dicho mayorazgo en 1444. Este hecho se explica por el entronque matrimonial de María Portocarrero con Juan Pacheco, I marqués de Villena. Este matrimonio fue decisivo en la historia del señorío. La figura de Juan Pacheco recuerda a la de Álvaro de Luna. Fue otra estrella ascendente en el cielo político castellano, procedía de una familia portuguesa que pasó a Castilla en tiempos de Enrique III durante la guerra de Portugal. Tuvo la fortuna de educarse junto a la persona del príncipe heredero, Enrique, de quien esperaba ser sombra dominante emulando a don Álvaro de Luna. Por ello desde un primer momento aparece aliado del condestable Álvaro. 
Contrajeron matrimonio dos veces. La primera boda fue ilegal por estar el marqués de Villena casado con Juana de Luna. Por esta razón, en 1456, el papa Calixto III autorizó a Juan Pacheco y a María Portocarrero contraer de nuevo matrimonio por la nulidad del anterior. Ambos enlaces le permitieron a María Portocarrero, aparte de consolidar su hacienda, aparecer con su marido en actos oficiales. Juan Pacheco amplió sustancialmente las posesiones y rentas del mayorazgo de Moguer, aunque dicho mayorazgo fue aportado por su esposa. Del matrimonio nacieron once hijos. En 1457 y 1465 el rey Enrique IV concedió facultad al matrimonio para fundar tres mayorazgos. En Segovia, en 1457, precisamente el 4 de junio, fundaron el mayorazgo de Moguer y Villanueva del Freno, en favor de su hijo Pedro Portocarrero. Gracias a esa creación de tres mayorazgos se conservó el inmenso patrimonio familiar. 
Murió en 1471, año precisamente en que escribió su testamento, según informa la Crónica de Enrique IV.

### Pedro Portocarrero (VIII señor de Moguer)

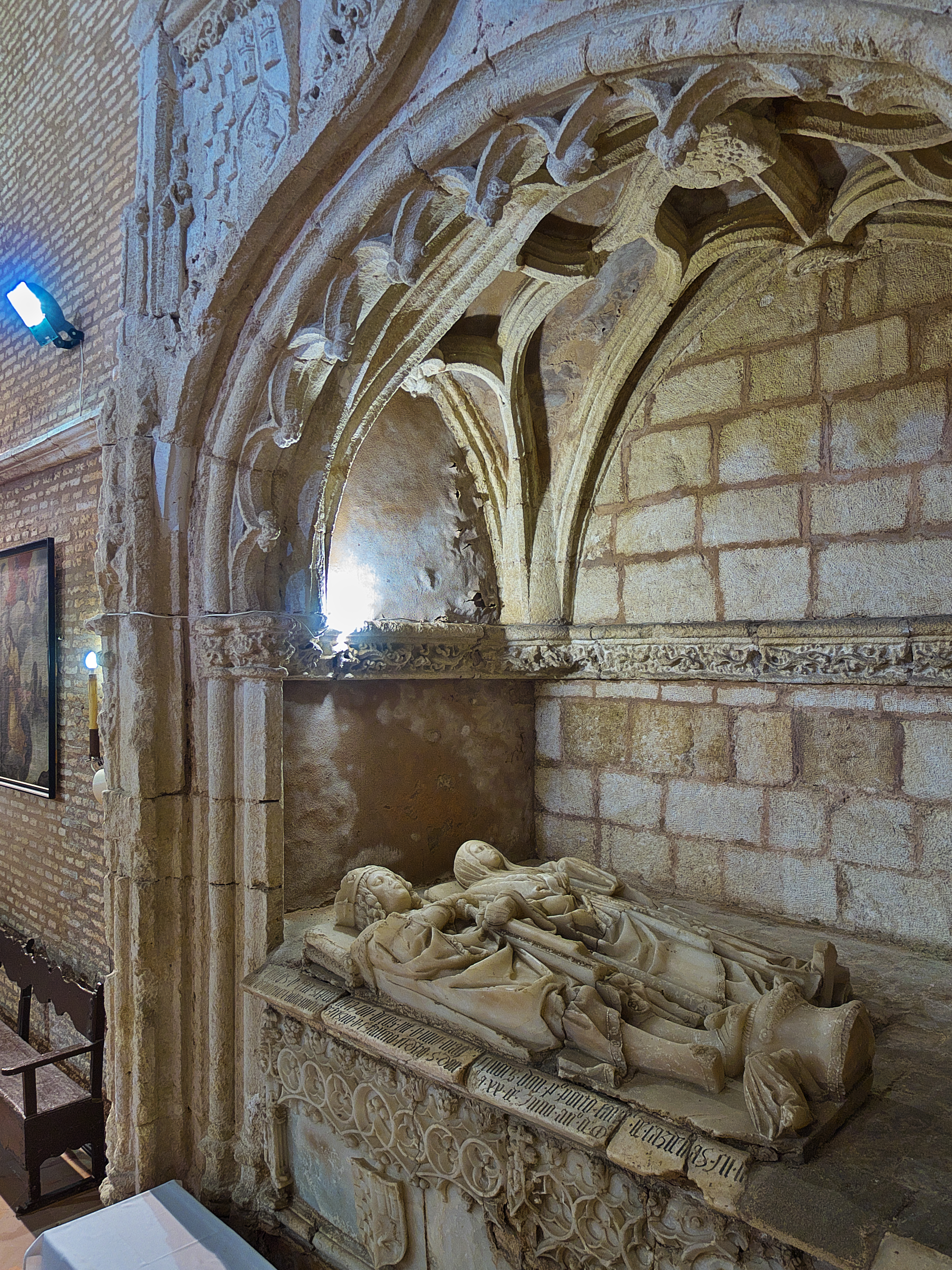
Sepulcro de Pedro Portocarrero (VIII Señor) y su esposa Juana Cárdenas (Monasterio de Santa Clara).

Pedro Portocarrero "El Sordo" era VIII señor de Moguer y VI señor de Villanueva del Fresno ya en 1472, año en que aparece nombrando escribanos para la villa de Moguer, aunque su padre murió en 1474, ya que el testamento de María Portocarrero de 1471 le designa como inmediato heredero después de su fallecimiento. Ejerció el señorío de Moguer hasta el año 1519 en que murió.
Siendo niño, en 1463, su padre, Juan Pacheco, acordó con el rey de Francia, Luis XI, casar a Pedro Portocarrero con doña Juana, hija natural del soberano francés cuando ambos tuviesen 12 y 14 años, respectivamente. Luis XI entregaría 100.000 escudos de oro y un condado en el reino de Francia con una renta anual de 6.000 francos. A su vez, Juan Pacheco entregaría en arras el señorío de Moguer y 10 000 francos. Sin embargo este enlace nunca sucedería.
Las noticias sobre su persona vuelven a aparecer, ya como señor de Moguer, en el cerco de Mérida con ocasión de la guerra de Sucesión Castellana (1475-1479). Tras la firma del tratado de Alcáçovas, formó parte del séquito que acompañó a la infanta Isabel a Portugal en 1480. Fue alcaide de Jerez de los Caballeros y perteneció al consejo de los reyes, Juana y Carlos V.
Tuvo como paje y escudero a Vasco Núñez de Balboa, con el que vivió en el Castillo de Moguer, durante los preparativos y desarrollo del viaje descubridor. En 1500, animado por su señor Pedro Portocarrero, y las noticias de los viajes de Cristóbal Colón hacia el Nuevo Mundo, decidió emprender su primer viaje a América dentro de la expedición de Rodrigo de Bastidas.
Desempeñó el cargo de alcalde mayor de Sevilla con facultades judiciales y administrativas. Fue también trece y comendador de la Orden de Santiago de Segura de la Sierra (Jaén) a partir de 1481. También es citado en la relación de los nobles que formaron parte en la conquista de Málaga, durante la guerra de Granada. De dicha participación salió recompensado con la donación de 10 cautivos. 
Construyó el Convento de San Francisco y le fue concedido por los Reyes Católicos su seguro para las embarcaciones que arribaran a su puerto de la ribera en Moguer. Pedro Portocarrero y su esposa, prestaron a su primo el rey Fernando el Católico 2 cuentas (2.000.000) de maravedíes para financiar los gastos del segundo viaje colombino.
Contrajo matrimonio en 1473 con Juana de Cárdenas (1455-1519), hija única de Alonso de Cárdenas. La razón que aduce el cronista Andrés Bernáldez para este matrimonio radicaba en el interés de Juan Pacheco por emparentar con Alonso de Cárdenas, que por entonces era comendador mayor de León y después llegaría a maestre de la Orden de Santiago. 
Tuvieron 16 hijos. Por la facultad real de 1495 pudieron fundar cuatro mayorazgos. La creación de estos cuatro mayorazgos se efectuó en 1514. Heredó el mayorazgo de Moguer y Villanueva del Fresno el primogénito Juan Portocarrero.

### Juan Portocarrero (IX señor de Moguer)

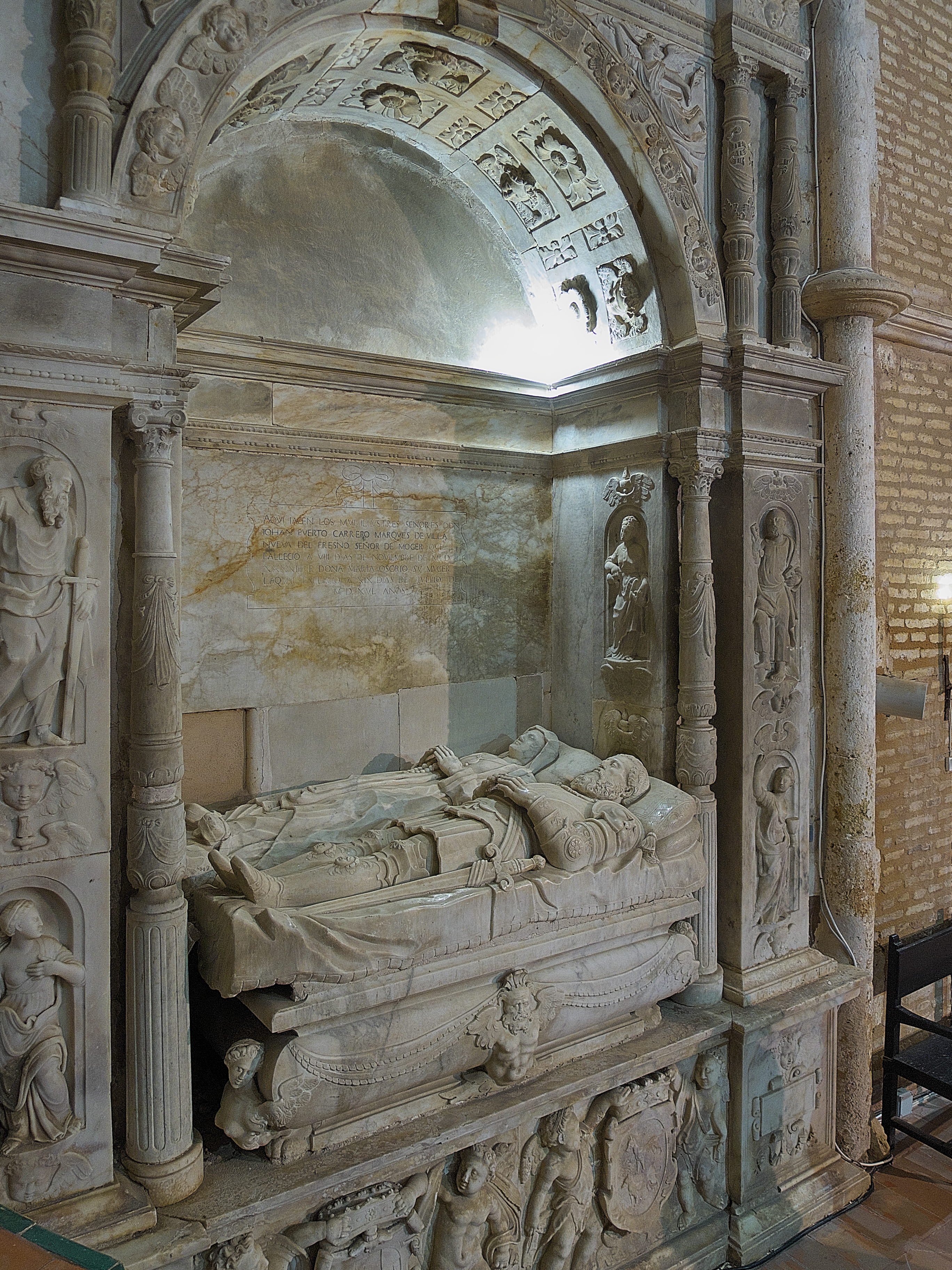
Sepulcro de Juan Portocarrero (IX Señor) y su esposa María Osorio (Monasterio de Santa Clara).

Juan Portocarrero, IX señor de Moguer y I Marqués de Villanueva del Fresno, obtuvo por sus servicios a Carlos V, el título de marqués de Villanueva del Fresno en 1530 y grande de España, y figurar en el octavo lugar de un total de trece familias con marquesado, con una renta anual de 20.000 ducados.  También añadió al patrimonio en 1539, Villanueva de Barcarrota por compra, por un importe de 31.622.300  maravedíes. En 1599 le fue concedido el nuevo escudo de armas por Felipe III.
Se casó con María Osorio con quien tuvo a Pedro Portocarrero (I señor de Montijo desde 1551) como heredero de la “Casa” (II Marqués de Villanueva del Fresno desde 1544) y a Alonso Portocarrero que lo sucedió tras su muerte.

### Pedro Portocarrero (X señor de Moguer)
Pedro Portocarrero, X señor de Moguer, II marqués de Villanueva del Fresno y I Señor de Montijo (desde 1551), sucedió a su padre Juan Portocarrero, entre 1544 y 1557. Murió sin hijos, por lo que la “Casa” pasó a su hermano Alonso.

### Alonso Portocarrero (XI señor de Moguer)
Alonso Portocarrero, XI señor de Moguer y III marqués de Villanueva del Fresno, estuvo al frente de la Casa Portocarrero entre 1557 y 1560.
Se casó con María Manuel Portocarrero y posteriormente con María de Morales. Con la primera tuvo a Juan Portocarrero que heredó la casa tras su muerte.  Con María de Morales tuvo a Alonso Portocarrero,  I señor del mayorazgo de Écija, cuyo nieto Francisco Portocarrero heredaría la casa a la muerte de su sobrino Juan Gaspar Domingo Portocarrero de Moscoso (XV señor de Moguer).

### Juan Portocarrero (XII señor de Moguer)
Juan Portocarrero (1560-?), XII señor de Moguer y IV marqués de Villanueva del Fresno, ostentó la propiedad de los bienes de la casa desde 1566, a pesar de su defecto físico de sordo-mudez, por  el que su hermano sanguíneo Alonso Portocarrero, II Señor del Mayorazgo de Écija, entabló pleito judicial para arrebatarle su posesión. Sin embargo, las sentencias de 1568 y 1569 confirmaron los derechos de Juan Portocarrero. Contrajo matrimonio con  su prima hermana e hija de Cristóbal Osorio Portocarrero, I señor de Montijo, del cual nació Alonso que heredó la casa.

### Alonso Portocarrero (XIII señor de Moguer)
Alonso Portocarrero continuó la descendencia (?-1622) como XIII señor de Moguer y V marqués de Villanueva del Fresno. Fue capitán de general de las galeras de Portugal en 1621. Se desposó con Isabel de la Cueva, hija de Álvaro de Bazán, marqués de Santa Cruz. Tuvo dos hijos Juan Pedro Portocarrero y Francisca Luisa Portocarrero.
El almirante Alonso Portocarrero mandaba la armada hispano-portuguesa que llegó a Lisboa el 22 de junio de 1619, en cuya galera real embarcó Felipe III para hacer su entrada triunfal en  el muelle de San Pedro de dicha ciudad el día 29 del mismo mes y año.

### Francisca Luisa Portocarrero (XIV señora de Moguer)
Por la muerte de su hermano Juan Pedro Portocarrero, el heredero masculino, a la edad de 10 años, accede a la titularidad Francisca Luisa Portocarrero como XIV señora de Moguer y VI marquesa de Villanueva del Fresno. La ostentó entre 1622  y 1639. Contrajo matrimonio con Pedro López de Ayala y Zúñiga, Antonio Portocarrero de Moscoso, Alonso Gaspar de Córdoba y Alvarado y con Luis Fernández de Córdoba. Tan sólo tuvo un hijo, Juan Gaspar Domingo Portocarrero de Moscoso, de su marido Antonio Portocarrero de Moscoso.

### Juan Gaspar Domingo Portocarrero de Moscoso (XV señor de Moguer)
Juan Gaspar, XV señor de Moguer y VII marqués de Villanueva del Fresno, tan solo estuvo al cargo de la casa de 1639 a 1640,  murió a los 6 años en 1640. Por tal motivo el señorío y el marquesado pasaron a manos de Francisco Portocarrero, nieto del I señor del mayorazgo en Écija, Alonso Portocarrero, y biznieto de Alonso Portocarrero (1557-1560), XI señor de Moguer, y de María de Morales.

### Francisco Portocarrero (XVI señor de Moguer)

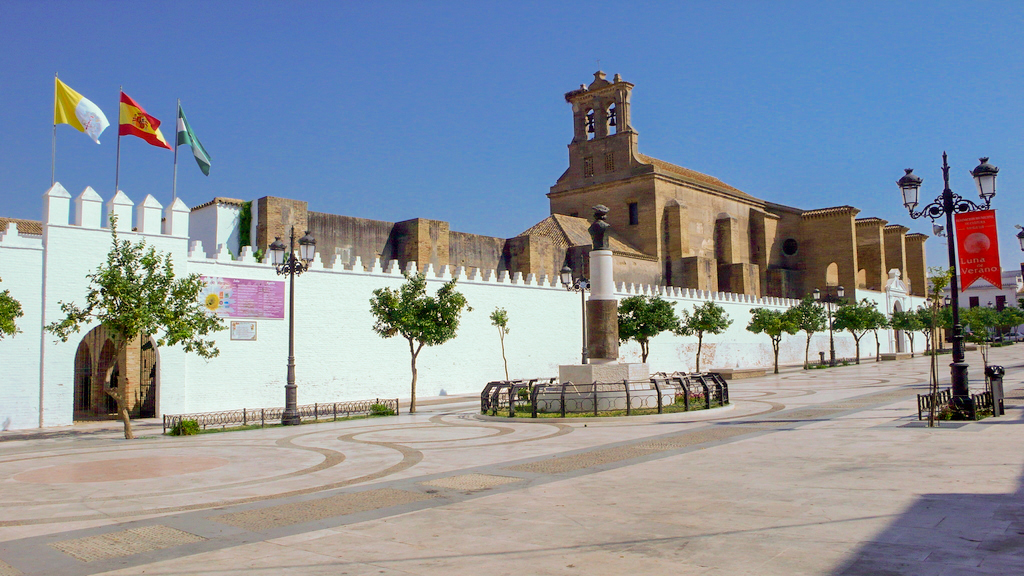
Los señores eran patronos del Monasterio de Santa Clara.

Francisco Portocarrero, XVI señor de Moguer y VIII marqués de Villanueva del Fresno, tío de Juan Gaspar y nieto del I señor del mayorazgo en Écija, Alonso Portocarrero,  hijo de Alonso Portocarrero (XI señor de Moguer) y de María de Morales. Figuró al frente de la casa desde 1640. 
Se casó con Elvira María de Sandoval y con Inés Guzmán Córdoba. Con la primera tuvo dos hijos Alonso Portocarrero y Pedro Fernández Portocarrero.  
En 1642, Felipe IV le otorgó el rango de Ciudad a su villa de Moguer y concedió a su concejo el escudo de los Portocarrero. Continuó en esta rama el patrimonio a través de sus hijos.

### Alonso Portocarrero (XVII señor de Moguer)
Alonso Portocarrero, XVII señor de Moguer y IX marqués de Villanueva del Fresno, ostentó la casa a la muerte de su padre hasta su fallecimiento. No se casó por lo que la Casa pasó a su hermano Pedro Portocarrero.

### Pedro Portocarrero (XVIII señor de Moguer)
Pedro Fernández Portocarrero, XVIII señor de Moguer y X marqués de Villanueva del Fresno, accedió a la casa por la muerte de su hermano y fue el último varón de esta línea familiar que provenía desde 1333 del almirante Alonso Jofre Tenorio y Martín Fernández Portocarrero. Falleció en 1703 sin sucesión directa. Por su testamento se mandó enterrar con sus antepasados en el monasterio de Santa Clara de Moguer. Este hecho posee una doble significación. Por una parte porque con él finaliza el antiguo linaje de los Portocarrero, como señores de Moguer y Villanueva del Fresno, y por otra por ser el último patrono sepultado en la moguereña Iglesia del Monasterio de Santa Clara.
Se casó con María Petronila Alejo, pero no tuvo descendencia. A partir de este momento la casa recayó sucesivamente en otras ramas colaterales: condes de Montijo, duques de Escalona, duques de Frías y duques de Alba.

## Árbol Genealógico del Mayorazgo

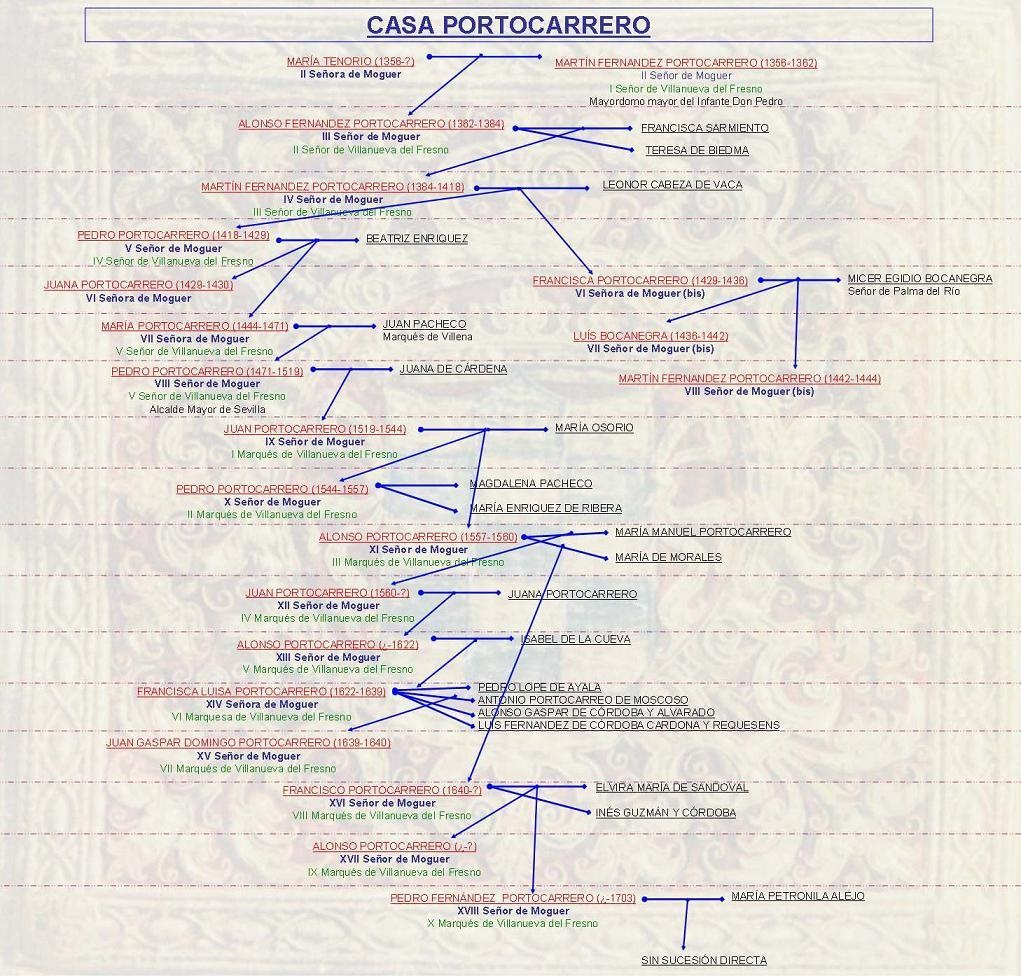
Árbol genealógico del Linaje de los Portocarrero (Señores de Moguer).

## Residencia de los Señores en Moguer

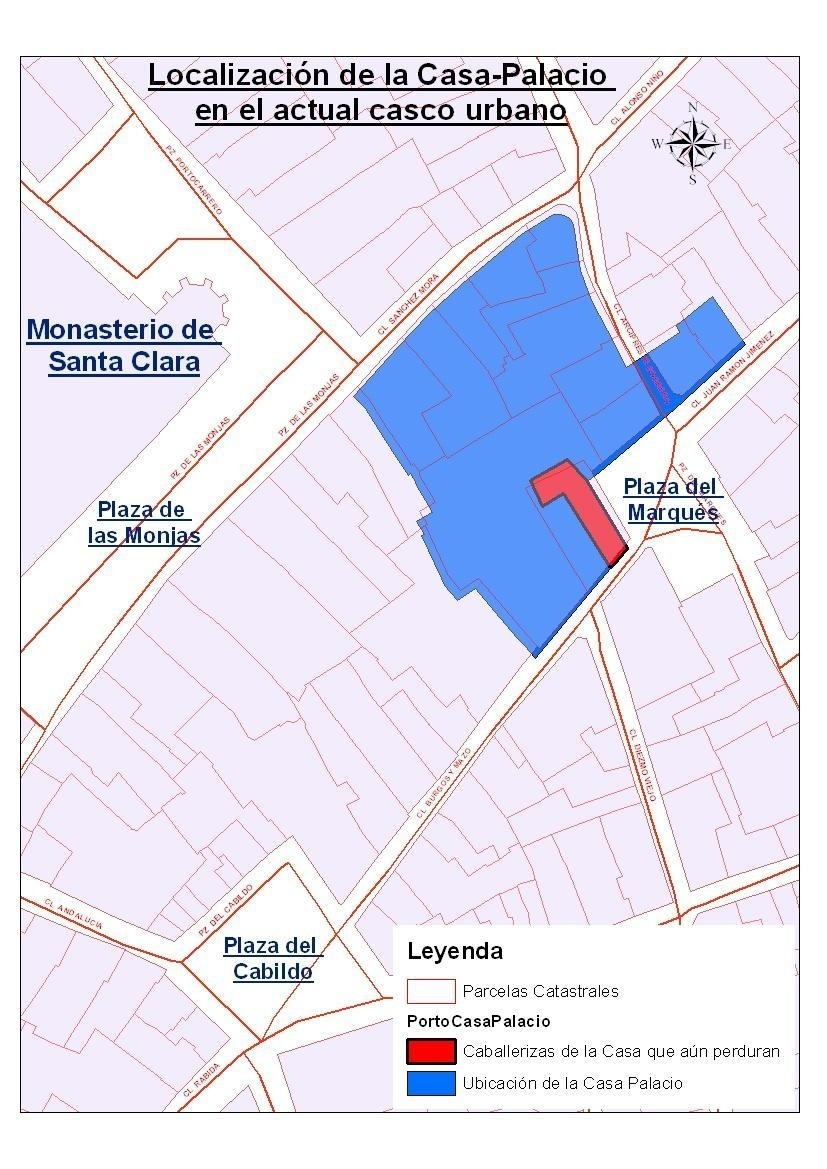
Casa-Palacio de los señores de Moguer

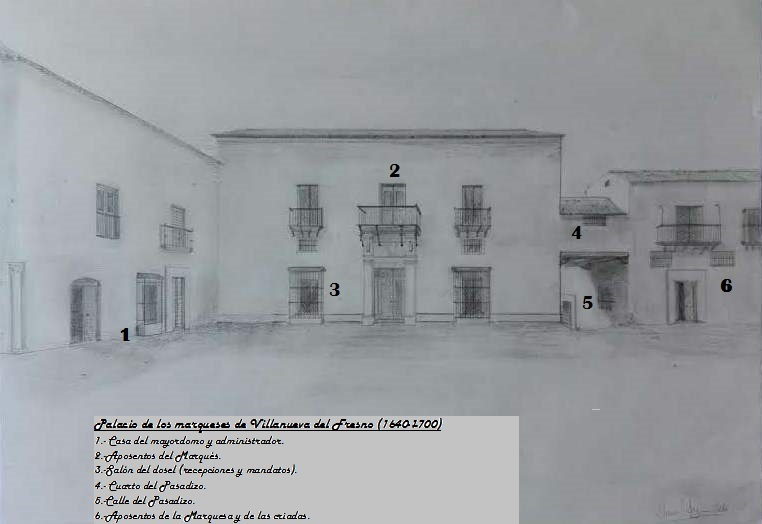
Boceto Casa-Palacio

Aunque los Portocarrero, señores de Moguer, solían residir en Sevilla o en Jerez de los Caballeros, eran frecuentes las visitas a su villa, relacionadas casi todas ellas con asuntos de su patrimonio. En ocasiones dichas estancias se prolongaban, siendo el castillo y posteriormente la Casa-Palacio, la residencia habitual de aquellos o de cualquier otro miembro de su familia.
En sus orígenes, los Señores de Moguer, desde 1333, residieron en el castillo, en las dependencias que se encontraban en su interior. En la cámara alta de la torre sur aún se conserva un zócalo con pinturas al fresco primitivas donde se representan adornos florales y la heráldica de la casa de los Portocarrero de estilo mudéjar, datable hacia el siglo XIV. Las construcciones internas han sido sacadas a la luz en las excavaciones que se llevaron a cabo a propósíto de las obras de restauración en 1991. Estas se asemejaría más a una casa palacio que a un edificio militar. Contaba con dos patios, habitaciones, cocina, bodegas y otras dependencias para uso diverso. En 1593 todavía residía el señor de Moguer en el viejo castillo, según la documentación que se conserva.
Los señores, que tenían distintas propiedades urbanas en la localidad, empezaron a utilizar la que se hallaba en la plaza de Palacio, presumiblemente desde finales del siglo XVI. La casona de la "Plaza de Palacio o del Marqués" se fue ampliando con distintas propiedades del entorno, concretamente en la primera mitad del siglo XVII. En esta época se construyeron las caballerizas, se acomodaron las nuevas dependencias, la zona de bodega y los almacenes donde se guardaba la sal. También se acondicionó el espacio que estaba dedicado a jardín. Por tanto, esta Casa-palacio debió ser de unas considerables dimensiones. Los materiales que se emplearon en la construcción fueron el ladrillo para las zonas principales y el tapial en las otras dependencias, maderas para las techumbres, hierro forjado en balcones y ventanas, tanto hacia el exterior como en su interior. 
El edificio era de dos plantas, salvo las bodegas y caballerizas que contaban sólo con una, como era habitual en este tipo de construcciones que aparecía en el casco urbano. Las dependencias principales estaban distribuidas en tomo a un patio con corredores. Contaba con una veintena de habitaciones de diferentes dimensiones: el cuarto de la galería, el cuarto del pasadizo, el cuarto del balcón, que daba hacia la plaza, el cuarto del fuego (cuya denominación indica que este espacio debía contar con chimenea), el cuarto de las mujeres, donde se encontraba el archivo de la casa, el cuarto de los pajes, el cuarto de la viga, el cuarto del corredor, donde estaba la biblioteca, el cuarto del dosel, el cuarto hondo, el cuarto de la sala del trueque, donde eran atendidos los negocios del señor, el cuarto principal del jardín, y un número indeterminado de aposentos, todos ellos destinados a habitaciones.
A principios del siglo XVIII, tras el fallecimiento en 1703 de Pedro Fernández Portocarrero, último señor del linaje que residió en la casa de Moguer, el inmueble fue transferido al vicario de Moguer en cumplimiento de una de las mandas testamentarias dispuestas por su hermano Alonso Portocarrero en 1686.
A partir de este momento los sucesivos señores de Moguer no volvieron a residir en la villa, por lo que la Casa-palacio fue vendiéndose por partes y reemplazándose por nuevas construcciones, excepto las antiguas caballerizas que han perdurado hasta nuestros días en la actual esquina Plaza del Marqués - calle Burgos y Mazo.